# Theodorus Cox
Theodorus (Theo) Cox (Roermond, 18 juni 1842 - aldaar, 30 oktober 1915) was een Nederlandse kunstsmid. Hij is onder andere bekend van het koperen Christoffelbeeld dat door hem werd gegoten naar een ontwerp van Jozef Thissen en dat in 1894 op de Roermondse kathedraaltoren werd geplaatst. De torenspits werd door een storm in 1921 verwoest.
Een ander koperen beeld dat werd uitgevoerd door Cox, naar een ontwerp van zijn zwager, de beeldhouwer Jean Geelen uit Roermond, is het nog steeds bestaande Christusbeeld dat zich op de toren van de Eindhovense Paterskerk bevindt. Dit beeld weegt 800 kilogram.
Theo Cox overleed in zijn woonplaats Roermond op 30 oktober 1915. 